# مصطفی‌بیگ وکیلف
مصطفی‌بیگ وکیلف (ترکی آذربایجانی: Mustafa bəy Vəkilov) سیاستمدار و دیپلمات اهل آذربایجان بود، او که وزارت امور داخله جمهوری دمکراتیک آذربایجان را به عهده داشت، جوان‌ترین وزیر در دوران خود محسوب می‌شود.

## زندگی‌نامه
مصطفی‌بیگ وکیلف در سال ۱۸۹۹، در روستای «سبلاه‌لی» شهرستان قازاخ فرمانداری «یلیزاوتپل» در امپراتوری روسیه متولد شد. پس از آنکه دبیرستان را در باکو به پایان رسانید، در سال ۱۹۱۲ وارد رشته حقوق دانشگاه دولتی مسکو شد.
آنجا جایی بود، که وی به جریان ملی آذربایجان پیوست. او تأثیرات زیادی از عمویش «محمدرضا وکیلف»، و فامیل نزدیکش، علیمردان توپچوباشوف، در شکل‌گیری ایدئولوژی و طرز اندیشه خود گرفت. بعد به عنوان مشاور کمیسر امور داخله «کمیساریای قفقار جنوبی» تعیین شد. مصطفی وکیلف همچنین از اعضای فعال شورای قفقاز جنوبی بود.

## کارنامه سیاسی
مصطفی وکیلف که عضو حزب مساوات بود، به عنوان دبیر دوم این حزب نیز فعالیت می‌کرد. بعدها به عنوان نامزد این حزب به مجلس جمهوری دمکراتیک آذربایجان راه یافت و اینجا به عضویت کمیته طرح و برنامه بودجه درآمد. او در کابینه ۵ جمهوری دمکراتیک آذربایجان، که از سوی نصیب بیگ یوسف بیگلی تشکیل شده بود، به معاونت وزارت امور دخله رسید. در ۱۵ فوریه سال ۱۹۲۰، سکان هدایت وزارتخانه یادشده را در دست خود گرفت. مصطفی وکیلف کم سن‌ترین وزیر در جمهوری دمکراتیک به حساب می‌آید. در تبع سقوط جمهوری دمکراتیک و اشغال آذربایجان توسط شوروی، وکیلف وادار به مهاجرت به ترکیه شد و در سال ۱۹۶۵، در آماسیه درگذشت.